# Anomalon fulvopedes
Anomalon fulvopedes là một loài tò vò trong họ Ichneumonidae.